# Robert P. Patterson
Robert Porter Patterson Sr. (Glens Falls, 12 de febrero de 1891-Newark, 22 de enero de 1952) fue un abogado y militar estadounidense, que se desempeñó como juez federal y como Secretario de Guerra de los Estados Unidos bajo el presidente Harry S. Truman entre 1945 y 1947.

## Biografía

### Primeros años
Nació en el estado de Nueva York el 12 de febrero de 1891, hijo de Lodice Edna Porter y Charles Robert Patterson. Se graduó en Union College en Nueva York y en la Escuela de Derecho Harvard en 1915, ejerciendo la abogacía en la ciudad de Nueva York.
Sirvió en el ejército de los Estados Unidos durante la Primera Guerra Mundial, y alcanzó el rango de mayor. Recibió la Cruz de Servicio Distinguido y la Estrella de Plata por su acción en Francia.

### Carrera judicial y política
En 1930, el presidente Herbert Hoover lo nombró juez del Tribunal de Distrito de los Estados Unidos para el Distrito Sur de Nueva York. En 1939, el presidente Franklin D. Roosevelt lo promovió a Patterson a la Corte de Apelaciones del Segundo Circuito de los Estados Unidos, integrando el tribunal junto con los jueces Learned Hand, Augustus Hand y Thomas Walter Swan.
En 1940, después de 15 meses de servicio en el Segundo Circuito, se unió al Departamento de Guerra. Después de unos meses como subsecretario de Guerra, el presidente Roosevelt lo ascendió a vicesecretario de guerra a fines de 1940. Fue fundamental en la movilización de las fuerzas armadas y suministros antes y durante la Segunda Guerra Mundial.
El presidente Harry S. Truman lo nombró secretario de guerra en 1945. Inicialmente, Truman estaba dispuesto a ofrecerle un asiento en la Corte Suprema, que el juez Owen J. Roberts dejó vacante, sin embargo, con la renuncia de Henry L. Stimson, Patterson quedó al frente del Departamento de Guerra. Tras la segunda guerra, continuó abogando por una fuerte presencia militar de Estados Unidos en el extranjero. Renunció al cargo el 18 de julio de 1947, presionado por la unificación de las fuerzas armadas bajo un solo jefe de Estado Mayor, debido a la Ley de Seguridad Nacional sancionada ese año.

### Últimos años y fallecimiento
Posteriormente volvió a la práctica de la ley en la firma Patterson, Belknap y Webb; fue presidente de la Asociación de Abogados de la Ciudad de Nueva York, presidente del Consejo de Relaciones Exteriores y presidente de Freedom House.
Murió el 22 de enero de 1952, a bordo del vuelo 6780 de American Airlines, que se estrelló en la aproximación al Aeropuerto Internacional Libertad de Newark en Elizabeth (Nueva Jersey). Tenía 60 años.